# Charles J. Colgan

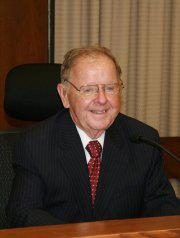
Charles J. Colgan (2011)

Charles Joseph Colgan (* 25. September 1926 in Frostburg, Maryland; † 3. Januar 2017 in Aldie, Virginia) war ein US-amerikanischer Unternehmer und Politiker (Demokratische Partei). Von 1976 bis 2016 war er Senator im Senat von Virginia und vertrat dort den 29. Distrikt.

## Ausbildung und Beruf
Als Colgan fünf Jahre alt war, starb erst seine Mutter an Komplikationen in Folge einer Fehlgeburt und kurze Zeit später sein Vater an einer Lungenentzündung. Seine drei Geschwister und er wurden getrennt und in der Verwandtschaft verteilt. Colgan und sein jüngerer Bruder wuchsen auf der Farm ihrer Großeltern mütterlicherseits in Grantsville auf, obgleich diese von der Great Depression schwer getroffen wurden. Nachdem Colgan die High School abgeschlossen hatte, trat er dem Army Air Corps bei. Er diente während des Zweiten Weltkrieges, wo er in Italien zum Einsatz kam, und gehörte später der Air Force Reserve an. Colgan arbeitete nun für zwölf Jahre als Pilot im kommerziellen Luftverkehr. 1965 gründeten er und 16 Anteilseigner die Colgan Airways Corporation mit Sitz und Hauptbasis in Manassas Airport, Virginia. 1986 wurden die Gesellschaft an President Airlines verkauft. Nach dem Zusammenbruch von President Airlines im Jahr 1991 begannen Charles J. Colgan und sein Sohn Mike Colgan mit nur einem Flugzeug den Neuaufbau von Colgan Air. 2007 erwarb die Pinnacle Airlines Corp. die Regionalfluggesellschaft. Nachdem Pinnacle im April 2012 Insolvenz nach Chapter 11 beantragt hatte, wurde der Flugbetrieb von Colgan Air am 5. September 2012 eingestellt.
Colgan war seit Januar 2001 verwitwet. Aus der 52 Jahre währenden Ehe gingen acht Kinder hervor. Später heiratete er erneut. Diese Ehe bestand acht Jahre bis zu seinem Tod. Er starb im Januar 2017 in einem Hospiz in Aldie, Virginia an einer Gefäßerkrankung.
1980 wurde Colgan in die Virginia Aviation Hall of Fame aufgenommen. 2016 wurde die neueröffnete Charles J. Colgan Sr. High School in Dumfries in Prince William County nach ihm benannt.

## Politische Karriere
In den frühen 1970er Jahren begann Colgan im öffentlichen Dienst tätig zu werden. 1971 wurde er in das Prince William County Board of Supervisors gewählt. Während seiner dortigen Zeit übte er ein Jahr das Amt des Vorsitzenden aus. 1975 erfolgte seine erste Wahl in den Senat von Virginia. Colgan konnte anschließend jede Senatswahl für sich entscheiden. Von 2008 bis 2012 war er Präsident Pro Tempore des Senats. Bei den Senatswahlen 2015 verzichtete er auf eine erneute Kandidatur und schied damit im Januar 2016 aus dem Senat aus.